# Ampeauty
Ampeauty è il quinto album in studio del gruppo musicale death metal Pungent Stench, pubblicato nel 2004 dalla Nuclear Blast.

## Tracce
1. "Lynndie (She-wolf of Abu-Ghraib)" – 6:55
2. "Invisible Empire" – 5:59
3. "The Amp Hymn" – 6:04
4. "The Passion of Lucifer" – 4:49
5. "Got MILF?" – 5:42
6. "Human Garbage" – 5:51
7. "Apotemnophiliac" – 4:06
8. "No Guts, No Glory" – 5:04
9. "Same Shit - Different Asshole" – 4:39
10. "Fear the Grand Inquisitior" – 8:20

## Formazione
- El Cochino - voce, chitarra, basso
- Testy - basso
- Mr. Stench - batteria